# Poiseul-la-Ville-et-Laperrière
Poiseul-la-Ville-et-Laperrière é uma comuna francesa na região administrativa da Borgonha-Franco-Condado, no departamento de Côte-d'Or. Estende-se por uma área de 22,88 km². Em 2010 a comuna tinha 166 habitantes (densidade: 7,3 hab./km²).